# Elena Udrea
Elena Gabriela Udrea (Buzău, Románia, 1973, december 26. ) román politikus. Tagja volt a PNL-nek (Partidul Național Liberal ) és a PDL-nek  (Partidul Democrat Liberal). 2014. január 30.-án kilépett a PDL pártból, és csatlakozott a PMP párthoz (Partidul Mișcarea Populară). 2014-ben elnöke volt a PMP-nek.

## Gyerekkor
Elena Gabriela Udrea 1973. december 26.-án született Buzău-ban. Elena Buzău-ban, a "Micro V" kerületben nőtt fel. Az édesapja sofőr, míg az édesanyja kalauz volt. 5 éves koráig a szüleivel élt Petrosu faluban, Buzău megyében. Első osztálytól nyolcadik osztályig kitüntetett tanulója volt a 16-os iskolának, Buzăuban. A líceumot a  „Bogdan Petriceicu Hasdeu” Elméleti Líceum-ban végezte, filológia szakon, amelyet 1992-ben fejezett be.[forrás?]

## Tanulmányok
A líceum után, Elena Udrea jogot hallgatott a "Dimitrie Cantemir" Keresztény Egyetemen, Bukarestben. 1996-ban pedig megkapta a diplomáját. 1997-től saját ügyvédi kabinetet vezetett. 2005 után több nemzetvédelmi kurzust végzett, a "I. Károly" Nemzetvédelmi Egyetemen.[forrás?]

## Családja
Elena Udrea 2003. december 26-án férjhez ment a New York-i román Nagykövetségen, Dorin Cocoșhoz, egy román üzletemberhez. Dorin Cocoșt addig nem is volt ismert, amíg a felesége be nem lépett a politikai életbe, de 2005-től Dorin Cocoș egy vitatott üzletemberré vált, a „Golden Blitz” és „Bittner-Petrache” cégekhez való kötődése miatt.
2013. június 10-én egy közjegyzőnél elváltak.

## Politikai karrierje

### PNL - (Partidul Național Liberal)
2004-ben, Elena Udrea csatlakozik a PNL-hez, és jelölteti magát az Igazság és Igazságosság Szövetség listájára, egy helyért az Általános Bukaresti Tanácsban (Consiliul General al Municipiului București). Tanácsos lesz az újjan megválasztott főpolgármester (Traian Băsescu) csapatában. Miután 2004-ben Traian Băsescu Románia elnöke lesz, Elena Udreát államtanácsossá nevezik ki, ezt a funkciót 2005 februárjától októberig tölti be, mivel lemond róla egy a férjét célba vevő sajtóhadjárat miatt. A lemondását követően azt mondta, hogy nem szeretne egy sebet okozni az elnök korrupcióellenes harcában.[forrás?]

### PDL - (Partidul Democrat Liberal)
A Demokrata Párthoz (PD-Partidul Democrat, későbbi nevén: PDL-Partidul Democrat Liberalhoz) csatlakozik 2006 februárjában, abban az évben, amikor a legtöbb liberális, mint Theodor Stolojan, Valeriu Stoica, Gheorghe Flutur elhagyták a PNL-ét. 2006 decemberétől a párt egyik titkára lesz (secretar executiv).[forrás?]

### PMP - (Partidul Mișcarea Populară)
2014. január 30.-án csatlakozott a PMP-hez. 
2014. június 7.-én, Elena Udrea nagy többséggel lett a PMP elnöke. Legyőzte az ellenjelöltet, Daniel Funeriut, 742 szavazattal a 950-ből.[forrás?]

### Románia turisztikai minisztere
2008. december 22. -étől ő volt Románia turisztikai minisztere. 2009-ben Elena Udrea meggyőzött egy nagy utazásszervező céget, a német TUI-t, hogy visszatérjen Romániába, a 2006-os országot való elhagyása után. 2009-ben Románia tagja lett az OMT-nek (Turisztikai Világszervezet), illetve 3 "Aranyalma"-díjat kap a FIJET-től (Federația Internațională a Jurnaliștilor și Scriitorilor de Turism) a Szeben-Hegyalja ökoturisztika zóna, a Duna-delta bioszféra rezervátum  illetve egy román légitársaság (Blue Air) népszerűsítésére és a turizmus szintjének növelésére irányuló különleges erőfeszítések elismeréseként.[forrás?]

### Románia ideiglenes környezetvédelmi minisztere
2009. október–december között a környezetvédelmi minisztere is az államnak, mivel a PSD elhagyta a kormányt alkotó többséget, ezáltal a PSD-és Nicolae Nemirschi a környezetvédelmi miniszter lemondott a tisztségéről.[forrás?]

### Románia régiófejlesztési és turisztikai minisztere
Románia régiófejlesztési és turisztikai minisztere volt, ezt a tisztséget 2008. december 22. – 2012. február 9. között töltötte be.[forrás?]

### Románia elnökjelöltje
Elena Udrea jelöltette magát a 2014-es elnökválasztáson. Az első fordulóban (2014. november 2.) 493.376 szavazatot gyűjtött össze a  9.723.232-ből, így a 4. helyen végzett a választáson és nem jutott be a második fordulóba.

## Korrupciós vád és elítélése
2018 júniusában jogerősen hat év börtönbüntetésre ítélték korrupció miatt, mivel a bíróság bizonyítottnak látta, hogy miniszterként több közbeszerzés értékéből 10%-os kenőpénzt kért. Bebörtönzésére nem került sor, mert az eljárás elől Costa Ricába menekült.
2022. április 7-én a román hatóságok európai elfogatóparancsot adtak ki a ellene; ennek következtében ugyanazon a napon letartóztatták Bulgáriában.
2025-ben szabadult ki a börtönből.

## Fordítás
Ez a szócikk részben vagy egészben  az   Elena Udrea című román Wikipédia-szócikk ezen változatának fordításán alapul.  Az eredeti cikk szerkesztőit annak laptörténete sorolja fel. Ez a jelzés csupán a megfogalmazás eredetét és a szerzői jogokat jelzi, nem szolgál a cikkben szereplő információk forrásmegjelöléseként.